# WVV Wageningen in het seizoen 1961/62
Het seizoen 1961/1962 was het achtste jaar in het bestaan van de Wageningense betaaldvoetbalclub Wageningen. De club kwam uit in de Nederlandse Eerste divisie B en eindigde daarin op de 10e plaats, dit betekende rechtstreekse degradatie naar de Tweede divisie. Tevens deed de club mee aan het toernooi om de KNVB beker, hierin werd in de halve finale verloren van Sparta (1–7).

## Wedstrijdstatistieken

### Eerste divisie B
|       | Be Quick | EBOH  | Elinkwijk | Enschedese Boys | Excelsior | Heerenveen | Heracles | Hermes DVS | Hilversum | HVC   | Limburgia | NOAD  | RBC   | SHS   | VSV   | Wilhelmina | ZFC   |
| ----- | -------- | ----- | --------- | --------------- | --------- | ---------- | -------- | ---------- | --------- | ----- | --------- | ----- | ----- | ----- | ----- | ---------- | ----- |
| Thuis | 3 – 3    | 6 – 0 | 2 – 1     | 3 – 3           | 4 – 2     | 2 – 2      | 1 – 2    | 2 – 1      | 1 – 2     | 1 – 3 | 0 – 1     | 1 – 1 | 1 – 1 | 3 – 2 | 4 – 1 | 2 – 2      | 0 – 5 |
| Uit   | 2 – 3    | 1 – 3 | 1 – 5     | 4 – 1           | 3 – 0     | 2 – 3      | 5 – 1    | 4 – 2      | 1 – 2     | 2 – 1 | 2 – 2     | 2 – 2 | 4 – 4 | 3 – 0 | 2 – 3 | 4 – 1      | 1 – 0 |

### KNVB beker
| 2e ronde                                            | Zwolsche Boys                                                                    | 0 – 3 (0 – 1) | Wageningen                                                                             |
| 31 maart 1962 Plaats: Wageningen De Wageningse Berg |                                                                                  |               | 17', –' Ton van de Weerd 83' Chris Beekhuizen                                          |
| 3e ronde                                            | Sportclub Enschede                                                               | 0 – 5 (0 – 3) | Wageningen                                                                             |
| 10 mei 1962 Plaats: Wageningen De Wageningse Berg   |                                                                                  |               | Hans van Eeden Kees Krechting 10' Ton van de Weerd Chris Geutjes –' (e.d.) Jo Weustink |
| 4e ronde                                            | Wageningen                                                                       | 3 – 0 (3 – 0) | GVAV                                                                                   |
| 3 juni 1962 Plaats: Wageningen De Wageningse Berg   | Henk Vreekamp 13' Bart van Ingen –', –'                                          |               |                                                                                        |
| Kwartfinale                                         | Heracles                                                                         | 2 – 3 (0 – 0) | Wageningen                                                                             |
| 6 juni 1962 Plaats: Almelo Bornsestraat             | Herman Morsink 54', –'                                                           |               | 50' Gerrit van de Weerthof Chris Geutjes 87' Ton van de Weerd                          |
| Halve finale                                        | Sparta                                                                           | 7 – 1 (0 – 0) | Wageningen                                                                             |
| 16 juni 1962 Plaats: Nijmegen De Wageningse Berg    | Piet de Vries 49', 90' Tonny van Ede 56', 65', –' Cor Adelaar 59' Piet van Miert |               | 86' Chris Geutjes                                                                      |

## Statistieken Wageningen 1961/1962

### Eindstand Wageningen in de Nederlandse Eerste divisie B 1961 / 1962
| Stand | Gespeeld | Gewonnen | Gelijk | Verloren | Punten | Doelpunten voor | Doelpunten tegen |
| ----- | -------- | -------- | ------ | -------- | ------ | --------------- | ---------------- |
| 10e   | 34       | 12       | 9      | 13       | 33     | 69              | 75               |

### Topscorers
| #      | Naam                   | Goal |
| ------ | ---------------------- | ---- |
| 1.     | Chris Geutjes          | 26   |
| 2.     | Ton van de Weerd       | 20   |
| 3.     | Gerrit van de Weerthof | 7    |
| 4.     | Hans van Eeden         | 4    |
| 5.     | Joop van der Kolk      | 3    |
| 5.     | Charley van de Weerd   | 3    |
| 7.     | Chris Beekhuizen       | 2    |
| 7.     | Jan van Buiten         | 2    |
| 9.     | Bart van Ingen         | 1    |
| 9.     | Henk Vreekamp          | 1    |
| Totaal | Totaal                 | 69   |

| #              | Naam                             | Goal |
| -------------- | -------------------------------- | ---- |
| 1.             | Ton van de Weerd                 | 4    |
| 2.             | Chris Geutjes                    | 3    |
| 3.             | Bart van Ingen                   | 2    |
| 4.             | Chris Beekhuizen                 | 1    |
| 4.             | Hans van Eeden                   | 1    |
| 4.             | Kees Krechting                   | 1    |
| 4.             | Henk Vreekamp                    | 1    |
| 4.             | Gerrit van de Weerthof           | 1    |
| Eigen doelpunt |                                  |      |
| –              | Jo Weustink (Sportclub Enschede) | 1    |
| Totaal         | Totaal                           | 15   |